# رافع بن مالك
رافع بن مالك (المتوفي سنة 3 هـ) صحابي من بني زريق من الخزرج، قيل كان هو ومعاذ بن الحارث أول من أسلما من الأنصار، ولكن المؤكد أنه كان أحد الستة الذين التقوا النبي محمد في مكة في السنة التي كانت قبل بيعة العقبة الأولى، وأنه شهد بيعتي العقبة، وكان أحد النقباء الإثنا عشر عن بني زريق. كما اختُلفوا في شهوده غزوة بدر مع النبي محمد حيث ذكره موسى بن عقبة فيمن شهدها، ولم يذكره ابن إسحاق. وقد شهد رافع غزوة أحد، وفيها قُتل.